# Sveti Cirijak
Sveti Cirijak (lat. Cyriacus, ? - 303.) je kršćanski mučenik koji je pogubljen u doba Dioklecijanovih progona. Predstavlja jednog od dvadeset sedam istoimenih svetaca, uglavnom mučenika, a od kojih se samo sedam spominje u Rimskom martirologiju.

## Životopis
O njegovom životu, osim samog datuma pogubljenja, nema pouzdanih podataka. Prema legendama je bio rimski plemić koji se odrekao sveg bogatstva kako bi širio kršćanstvo. Kasnije je postao đakon pape Marcela. Zbog pomaganja kršćanima koji su pod prisilom gradili terme za cara, Cirijak je bačen u tamnicu i bio mučen. Pripusuje mu se istjerivanje demona iz Dioklecijanove kćeri Artemizije, kao i iz princeze Jobije, kćeri perzijskog kralja Šapura II., a zbog čega je Šapurova obitelj prešla na kršćanstvo.
Sveti Cirijak je bio pogubljen na Ostijskoj cesti, pa je papa Honorije I. podigao na njegovom grobu baziliku njemu u čast. Sveti Cirijak je zaštitnik egzorcista i zaštitnikom od đavoljih napadaja.

## Vanjske poveznice
- (engl.) St. Cyriacus  Arhivirana inačica izvorne stranice od 15. kolovoza 2006. (Wayback Machine)
- (engl.) St. Cyriacus at the Baths (Cyriac Family History Project)  Arhivirana inačica izvorne stranice od 1. studenoga 2006. (Wayback Machine)
- (njem.) Cyriacus